# Уличное освещение Москвы

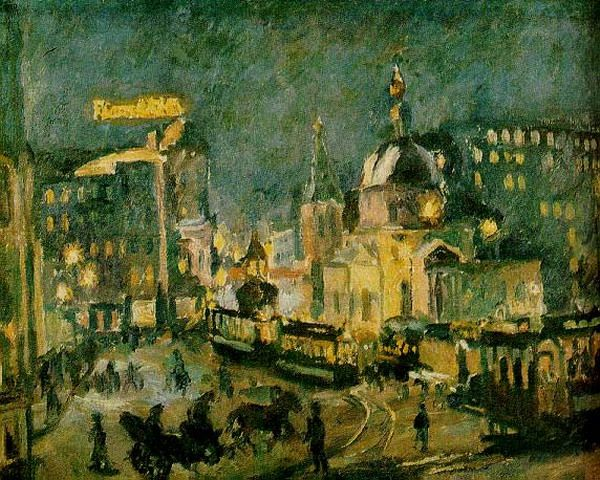
Аристарх Лентулов. Страстная площадь ночью. Москва, 1928.

Уличное освещение Москвы — система осветительных приборов, появившаяся в Москве в XVIII веке и развивающаяся по настоящее время.

## История
До начала XVIII века на московских улицах отсутствовало освещение. При необходимости люди выходили из дома со своими фонарями.
В 1730 году впервые по указу императрицы Анны Иоановны в Москве установили фонари на столбах для вечернего освещения Кремля, улиц в Белом и Земляном городе, Немецкой слободе и в Китай-городе. Именно тогда появились первые масляные фонари. К концу XVIII века центральные улицы Москвы освещали 6 тыс. фонарей. Это были невысокие деревянные столбы, на которые надевался чугунный фонарь со стеклами и дверкой, первоначально в него заливали конопляное масло, от этого пошло название. Для обслуживания фонарей городская казна содержала фонарщиков. Фонари находились на большом расстоянии друг от друга и требовалось много времени, чтобы зажечь их все. Масло было дорогое, поэтому фонари зажигали только в самые темные, безлунные ночи.
В XVIII и XIX веках в Москве в праздники подсвечивали подъезды домов, в которых собирались гости. Для этого по периметру домов, на подоконниках расставляли бутылочки, в которых горело масло. По случаю коронации Александра II таким образом осветили все кремлёвские стены и соборы.
В 1860-х годах на смену масляным фонарям пришли керосиновые светильники. У них была похожая конструкция, однако они давали больше света. Современники отмечали, что с появлением керосиновых фонарей Москва приобрела более европейский вид.
В то же время в 1865 году в Москве появились первые газовые фонари, а в 1883 году на набережной реки Москва вблизи Кремля поставили электрические светильники. Освещение производилось с помощью ламп накаливания, как правило, с постоянным током. В этот же год по случаю коронации Александра III с помощью электричества осветили площадь у Храма Христа спасителя и Колокольню Ивана Великого. Первой полностью освещённой электричеством улицей стала Тверская.
В 1910 году электрическое освещение было на одной трети московских улиц. До начала XX века фонари освещали только тротуары, над проезжей частью их не размещали. Приходилось обходиться дополнительными источниками света: витринами, подвесными светильниками у ворот и подъездов жилых домов, магазинов, банков.
В 1912 году был создан специальный отдел, который занимался освещением Москвы. Во время Первой Мировой войны и последующих двух революций система городского освещения Москвы совсем не развивалась. Ситуация изменилась только в 1930-х годы, когда с улиц исчезли последние газовые фонари и в 1932 году был образован трест «Мосгорсвет».
В 1954 году на улицах Москвы появились фонари с люминесцентными и ртутными лампами. В 1975 году им на смену пришли усовершенствованные светильники с натриевыми лампами высокого давления.
В некоторых районах Москвы и в XXI веке применяются старые способы освещения. Изредка применяют и галогенные лампы. В основном, в 2010-е годыприенялись и устанавливались светильники с натриевыми лампами, в которые также можно устанавливать и аргоновые, также являющиеся газовыми.
В конце 2010-х годов и в нынешнем десятилетии заметен курс на замену устаревших источников освещения на своременные светодиодные.